# Palau de Charlottenlund
El Palau de Charlottenlund fou construït per la germana del rei Cristià VI de Dinamarca, la princesa Carlota Amàlia, de qui prengué el nom. Construït durant el bienni que va des de 1731 fins a 1733, fou dissenyat per l'arquitecte Johan Cornelius Krieger sota la supervisió de l'enginyer H.H. Scheel.
El castell fou ubicat a sobre d'un antic castell medieval anomenat Gyldenlund. El castell quedà com un residència emprada per diferents membres de la família reial danesa al llarg del segle xix i els primers trenta anys del segle xx.
Durant el llarg segle xix fou utilitzat molt especialment per la princesa Lluïsa Carlota de Dinamarca i pel príncep Guillem de Hessen-Kassel, pares de la princesa Lluïsa de Hessen-Kassel, esposa del rei Cristià IX.
A partir de l'any 1869, el Palau fou habitat pel príncep hereu Frederic VIII de Dinamarca i la seva esposa, Lluïsa de Suècia. En el castell hi nasqueren els futurs reis Cristià X de Dinamarca i Haakon VII de Noruega. Durant l'estada dels prínceps hereus, l'arquitecte Ferdinand Meldahl realitzà un canvi radical en el castell permetent que ressorgís el neoclassisme francès inicial del castell. Alhora es realitzà una important ampliació del castell amb una cancelleria i amb noves dependències de la Cort.
La reina Lluïsa de Suècia visqué al castell fins a la seva mort l'any 1926. Després de més de 200 anys ininterromputs d'habitar el castell, la família reial danesa cedí les instal·lacions a l'Institut de Pescadors i Científics Oceànics de Dinamarca que s'hi traslladaren l'any 1935.
El Castell de Charlottenlund és propietat de l'estat danès i és gestionat per l'Agència de Palaus i Propietats Reials. Encara avui és la seu de l'Institut de Pescador i Científics Oceànics de Dinamarca.
Els jardins del Palau, de gran extensió, pertanyen a l'anomenat estil anglès, basat en el predomini dels boscos i dels llacs artificials. Aquest estil fou introduït al Palau durant l'estada del rei Frederic VIII substituint un estil barroc o francès en els jardins del Palau.